# 女孩引人注目 有何不可
「女孩引人注目　有何不可」（女が目立って なぜイケナイ）是日本的女子偶像組合早安少女組。的第42张单曲。2010年2月10日由zetima发售。

## 概要
- 「女孩引人注目　有何不可」是TBS節目「にうすざんす」2月的主題曲。
- 此單曲有4個版本，分別有「初回生産限定盤A - C」和「CD ONLY」。「初回生産限定盤A - C」收錄了「女孩引人注目　有何不可」的PV。
- 在2月22日於公信榜单曲週排行榜取得第5位。

## 收錄内容

### CD（初回生産限定盤A - C, CD ONLY）
CD
1. 女孩引人注目　有何不可
（作詞・作曲：淳君 編曲：鈴木Daichi秀行）
2. 或許會哭出來喔（泣き出すかもしれないよ）
（作詞・作曲：淳君  編曲：AKIRA）
3. 女孩引人注目　有何不可(Instrumental)

### DVD（初回生産限定盤A）
1. 女孩引人注目　有何不可（Dance Shot Ver.）

### DVD（初回生産限定盤B）
1. 女孩引人注目　有何不可（Close-up Ver.）

### DVD（初回生産限定盤C）
1. 女孩引人注目　有何不可（Make-up Ver.）